# Campiglossa luxorientis
Campiglossa luxorientis este o specie de muște din genul Campiglossa, familia Tephritidae. A fost descrisă pentru prima dată de Erich Martin Hering în anul 1940. Conform Catalogue of Life specia Campiglossa luxorientis nu are subspecii cunoscute.